# Гровер-Біч (Каліфорнія)
Гровер-Біч (англ. Grover Beach) — місто (англ. city) в США, в окрузі Сан-Луїс-Обіспо штату Каліфорнія. Населення — 12 701 особа (2020).

## Географія
Гровер-Біч розташований за координатами 35°7′15″ пн. ш. 120°37′11″ зх. д. / 35.12083° пн. ш. 120.61972° зх. д. (35.120888, -120.619664).  За даними Бюро перепису населення США в 2010 році місто мало площу 5,99 км², з яких 5,98 км² — суходіл та 0,01 км² — водойми.

## Демографія
Згідно з переписом 2010 року, у місті мешкало 13 156 осіб у 5111 домогосподарстві у складі 3248 родин. Густота населення становила 2195 осіб/км².  Було 5748 помешкань (959/км²).
Расовий склад населення:
| - 75,7 % — білих - 4,1 % — азіатів - 1,4 % — корінних американців - 1,1 % — чорних або афроамериканців - 0,3 % — вихідців з тихоокеанських островів - 12,0 % — осіб інших рас |

До двох чи більше рас належало 5,3 %. Частка іспаномовних становила 29,2 % від усіх жителів.
За віковим діапазоном населення розподілялося таким чином: 22,3 % — особи молодші 18 років, 65,9 % — особи у віці 18—64 років, 11,8 % — особи у віці 65 років та старші. Медіана віку мешканця становила 36,9 року. На 100 осіб жіночої статі у місті припадало 95,7 чоловіків;  на 100 жінок у віці від 18 років та старших — 93,6 чоловіків також старших 18 років.
Середній дохід на одне домашнє господарство  становив 67 362 долари США (медіана — 54 228), а середній дохід на одну сім'ю — 72 277 доларів (медіана — 59 155). Медіана доходів становила 51 321 долар для чоловіків та 35 750 доларів для жінок. За межею бідності перебувало 13,8 % осіб, у тому числі 18,5 % дітей у віці до 18 років та 3,3 % осіб у віці 65 років та старших.
Цивільне працевлаштоване населення становило 6415 осіб. Основні галузі зайнятості: освіта, охорона здоров'я та соціальна допомога — 25,1 %, мистецтво, розваги та відпочинок — 12,5 %, роздрібна торгівля — 12,0 %.